# Durotriges

Keltische Stämme im Süden von England

Die Durotriges waren ein keltischer Stamm oder eher eine lose Vereinigung kleinerer keltischer Gruppen im Südwesten des heutigen England. Auf ihren Gebiet lagen einige Oppida, wie Hod Hill, Hambledon, South Cadbury und Maiden Castle. Ab etwa 100 v. Chr. sind Importgüter aus dem Mittelmeerraum im Gebiet der Durotriges zu beobachten. Schon in keltischer Zeit prägten sie Münzen, die jedoch keine Inschriften tragen, so dass keine Herrschernamen überliefert sind. Gegen die römische Eroberung sollen sie heftigen Widerstand geleistet haben. Verschiedene Oppida auf ihrem Gebiet zeigen Spuren heftiger Kämpfe. Im römischen Britannien wurden die Durotriges zu einer Civitas. Ihre Hauptorte waren in römischer Zeit Durnovaria (Dorchester (Dorset)) und später daneben Lindinis, was darauf hindeutet, dass diese Civitas in zwei Teile geteilt wurde.